# Rhipidia (Rhipidia) annulicornis
Rhipidia (Rhipidia) annulicornis is een tweevleugelige uit de familie steltmuggen (Limoniidae). De soort komt voor in het Neotropisch gebied.